# (200129) 1997 SZ30
(200129) 1997 SZ30 es un asteroide perteneciente al cinturón de asteroides, descubierto el 27 de septiembre de 1997 por los astrónomos Ángel López Jiménez y Rafael Pacheco desde el Observatorio Astronómico de Mallorca, Costich (Mallorca), España.

## Designación y nombre
Designado provisionalmente como 1997 SZ30.

## Características orbitales
1997 SZ30 está situado a una distancia media del Sol de 3,040 ua, pudiendo alejarse hasta 3,860 ua y acercarse hasta 2,221 ua. Su excentricidad es 0,269 y la inclinación orbital 9,236 grados: emplea 1936,64 días en completar una órbita alrededor del Sol.

## Características físicas
La magnitud absoluta de 1997 SZ30 es 15,1.